# 第一航空6560號班機空難
第一航空6560號班機于2011年8月20日，墜毀在加拿大努納福特堅毅灣附近。機上15名乘客或機組人員中，12人死亡，有3人受傷。涉事飛機是一架客貨兩用機，型號為波音737-210C。這架飛機由西北地區黃刀鎮機場飛往努納福特的堅毅灣機場。飛機墜毀在距離跑道東邊約1.2公里。
三位生還者包括一位48歲的男性、23歲的女性和一位7歲的女孩，他們被送至伊魁特的醫院進行救治。機場收到的最後一次訊息是在17時40分收到的，收到訊息時，飛機在距離機場約8公里遠的位置，10分鐘過後，飛機墜毀。
空難的發生時間點有矛盾，第一航空和加拿大運輸部民航局指出事件發生於17時40分，加拿大運輸安全委員會則認為在16時42分，且認為空難發生地是距離跑道1.9公里遠。

## 涉事航機
涉事航機是架波音737-210C，註冊編號C-GNWN，機隊編號414，出廠編號21607。1975年5月2日首航，同月14日交予威恩阿拉斯加航空。

## 事發過程
此架航機以包機的形式運營，從西北地區的黃刀鎮機場飛往堅毅灣機場。搭乘此次航班的有11名旅客以及4名機組，進場時，飛機墜毀，12人罹難。當時的天氣很糟。加拿大軍隊當時正在堅毅灣附近進行空難救援演習，收到空難訊息後，演習立即停止，軍隊立即到達堅毅灣，並開始救援行動。消防隊長表示，3位倖存者很快地被找到，其他12位乘客和機組人員因撞擊而罹難。一位倖存者被送至努納福特的伊魁特的Qikiqtani綜合醫院，另外兩位則由船從伊魁特送至渥太華的渥太華醫院。

## 空難調查
加拿大運輸安全委員會（下稱TSB）調查了此起事故，2012年1月5日，TSB發布了初步的空難報告，報告指出此次空難的類型為「可控飛行撞地」。撞擊地面2秒前，機組人員嘗試重飛，當時，機組人員已完成著陸檢查表。墜毀當時，襟翼為40度，地速為157節（291公里），起落架已放下並鎖定。兩個發動機皆有運轉並產生動力，由於能見度太低，因此飛機使用儀表著陸系統降落。儀表著陸系統運行正常，事實上，在6560號班機墜毀前，早已有一架班機在20分鐘前使用儀表著陸系統成功降落。
2014年3月25日，TSB發布了最終報告，調查的結論是：飛機在最終進場時的導航沒有對準跑道中心點，加上機組意外移動控制桿導致自動駕駛模式關閉，結果，系統沒有將導航調回和把飛機拉平。當時降落的工作過度飽和，導致機組沒注意到自動駕駛已關閉。而且，因為在北極，飛機上的方位儀表也是錯誤的（雖然衛星定位系統和儀表著陸系統的方位指示是正確的)，造成機組認為飛行器的航向是正確的，但是，不只方位儀表錯誤，西南風也不斷把飛機吹向東邊。副機長隨後注意到航向錯誤，並多次提出重飛請求，但是，機長沒有理會。當機長重飛時，因高度過低，飛機仍是墜毀，重飛失敗。
報告呼籲第一航空和加拿大的航空管理部門的機員資源管理，提高機組人員培訓。

## 紀錄片
此空難被空中浩劫拍攝成第14季第10集"Death in the Arctic"
。